# جيمس إيفان أوسمان
جيمس إيفان أوسمان (بالإنجليزية: James Ivan Ausman) (ولد في 10 ديسمبر 1937) طبيب أعصاب أمريكي، ومحرر علمي، ومذيع تلفزيوني، منظم أعمال طبي،ومدافع عام عن إصلاح الرعاية الصحية. وهو حاليا بروفيسور جراحة المخ والأعصاب في جامعة كاليفورنيا (لوس أنجلوس) ورئيس تحرير الجراحة العصبية الدولية.

## حياته
ولد أوسمان في ميلووكي في 10 ديسمبر 1937، متزوج ولديه ابنتان. درس في مدرسة ميلووكي، وحصل على البكالوريوس من جامعة تافتس (بوسطن) في عام 1959، وتخرج من مدرسة طب جامعة جونز هوبكنز بعد ثلاث سنوات. في عام 1964 حصل على درجة ماجستير في علم وظائف الأعضاء في جامعة ولاية نيويورك في بوفالو، وبعد ذلك تابع التدريب الجراحي في قسم المخ والأعصاب في شيكاغو ومينيسوتا. ثم انتقل إلى العمل في معاهد الصحة الوطنية الأمريكية، وحصل على درجة الدكتوراه. في علم الصيدلة من جامعة جورج واشنطن في عام 1969. أصبح عضوا في جامعة منيسوتا في عام 1972، وأصبح في نهاية المطاف أستاذا مساعدا لجراحة الأعصاب وعلم الأدوية.
في عام 1978 تم تعيينه رئيسا لقسم جراحة المخ والأعصاب في مستشفى هنري فورد في ديترويت. في هذا الوقت أصبح أوسمان أمين جمعية الجراحين العصبية. في عام 1991، أصبح أوسمان أستاذ ورئيس قسم جراحة المخ والأعصاب بجامعة إلينوي في شيكاغو. هناك توسع عمله في الجراحة المجهرية، والجراحة الدماغية الوعائية، وتمدد الأوعية الدموية بشكل خاص، والتشوهات الشريانية الوريدية، وتمرير نقص التروية الدماغية. وقد كتب وطور إجراءات لجراحة الأوعية الدموية العصبية، وطرق جديدة في المنطقة الصنوبرية. لديه أكثر من 200 منشور وأكثر من 80 فصلا في كتب الأعصاب. وهو الآن أستاذ سريري لجراحة المخ والأعصاب في جامعة كاليفورنيا (لوس أنجلوس).

## أبحاثه
كتب أوسمان مقالات بحثية منشورة في المجلات الطبية، ومن تلك المقالات :
- إدارة تمدد الأوعية الدموية الجراحية
- غازات الدم ودرجة الحموضة في المرضى الجراحيين
- تشوهات الشرايين الدماغية

يُعتبر أوسمان رائداً في مجال تقنيات إعادة التوعي لتحسين تدفق الدم الدماغي (انظر: دورة دموية دماغية)، وتخفيف نقص التروية الدماغية، وعلاج احتشاء الدماغ.
وقد أشارت تقارير بحثية أخرى إلى العلاج الدوائي لأورام المخ، والتشريح الجراحي لمنطقة العصب البصري، والمقاربات الجراحية لمنطقة الصنوبرية، والبنية التحتية للأنسجة العصبية، والحاجز الدموي الدماغي، والفجوات البطانية بين البيرسيت والبطانة.